# DO-200A
Récemment, le nombre de systèmes (et équipements) logiciels utilisés par les applications aéronautiques a augmenté rapidement pour atteindre les objectifs industriels. Pour maîtriser les impacts au niveau de la sécurité et pour avoir une méthode commune de travail, des recommandations consensuelles ont été développées grâce à des groupes de travail composés du RTCA (Requirements & Technical Concepts for Aviation) et de l’EUROCAE (EURopean Organisation for Civil Aviation Equipment).
Le principal résultat du groupe de travail RTCA SC-181/EUROCAE WG13 est la définition de la norme RTCA DO–200A/ED–76 "Standards for processing aeronautical data". Cette norme précise les exigences du processus de production d'une base de données liée à l'obtention de la certification avionique.
Comme pour la norme DO-178B, la DO–200A est une norme orientée processus, c'est-à-dire qu'une certification selon ces normes assure qu'une exécution d'un processus est conforme à la norme et non le(les) produit(s) issu(s) de ce processus.
On dit souvent : "On ne peut pas produire de l'eau propre avec des tuyaux sales !"

## Historique
Depuis 1992, un développement d'un logiciel destiné à une certification avionique doit être conforme à la DO-178B. Or cette certification implique l'exécution de ce logiciel dans son environnement normal de fonctionnement, c'est-à-dire avec un ensemble de données défini.
Ainsi, dans le cas d'une modification de données, le renouvellement de la certification s'applique sur l'ensemble du produit, c'est-à-dire le logiciel et les données.
C'est pourquoi, depuis 1998, la norme DO–200A a été mise en place en prenant les pratiques usuelles pour permettre une production (d'une base de données) certifiée et indépendante du cycle de production du logiciel cible.

## Objectif
La DO–200A fournit une norme applicable au processus de transformation de données aéronautiques pour des applications embarquées ou basées au sol. Cette norme assure la qualité de la donnée en termes :
- d’exactitude,
- de précision,
- de niveau d’assurance,
- de traçabilité,
- de durée,
- de complétude et
- de format.

De plus, elle permet d'adapter les moyens de vérification/validation en fonction du niveau de criticité.

## Concepts

### Chaîne de Données Aéronautiques
Pour préciser le champ d'application de la norme, le concept de "Chaîne de Données Aéronautiques" été introduit. C’est une représentation conceptuelle du chemin que suit un ensemble (ou un élément) de données aéronautiques depuis sa création jusqu’à son utilisation finale.
Une chaîne de données aéronautique est une série de liens symboliques reliés entre eux. Chaque lien réalise une fonction qui facilite la création, la transmission et l’utilisation des données aéronautiques.
Il y 5 types de lien fonctionnel dans une chaîne de données aéronautiques :
- Constitution,
- Préparation,
- Intégration,
- Usage final et
- Transmission

Seuls les liens Préparation & Transmission sont dans le périmètre de la norme (les exigences pour les autres liens symboliques sont hors périmètre).

### Niveau d'assurance du processus de données
Puisque l’intégrité d’un processus ne peut généralement être quantifié numériquement, l’exigence d’intégrité peut être définie en utilisant un niveau d’assurance qualité.
La DO–200A défini 3 niveaux d’assurance (DPAL : Data Process Assurance Level) : de 1 (plus restrictif) à 3 et propose des tableaux de compatibilité avec les autres analyses de sécurité (ICAO : International Civil Aviation Organisation, FCC : Failure Categories Conditions).

### Exigences qualité
Les exigences qualité de la DO–200A concernent :
- La qualité des données : aptitude des données à satisfaire les exigences de leur utilisation fiable dans le système final.
- L’assurance qualité : assurance que les exigences qualité définies sont introduites dans le produit final.
- La gestion de la qualité : cadre de travail dans lequel les procédures de travail sont développées, gérées, contrôlées, évaluées et historiées.

La qualité des données est définie suivant 7 caractéristiques :
- Exactitude : conformité des éléments de données issues de valeurs mesurées
- Précision : plus petite différence entre deux valeurs adjacentes
- Niveau d’assurance : confiance de non-corruption durant la stockage ou le transit
- Traçabilité : aptitude à déterminer l’origine d’une donnée
- Période de validité : confiance sur l’applicabilité dans une période donnée
- Complétude : toutes les données sont pourvues
- Format : format des données correspond aux exigences de l’utilisateur

## Implémentation

### Décomposition du processus
L’implémentation d’un processus DO–200A commence par la décomposition de son déroulement en étapes fonctionnelles élémentaires.
Cette activité de décomposition a pour objectif :
- Se rapprocher le plus possible des liens fonctionnels définis pour une Chaîne de Données Aéronautiques,
- Evaluer globalement le processus,
- Faciliter l’établissement des activités qualité,
- Assurer des techniques V&V adaptées

L’identification du niveau d’assurance (DPAL) du processus permet de :
- Prendre en compte les exigences sécurité du système (répartition du risque)
- Assurer la compatibilité avec d’autres analyses sécurité

Remarque : Dans une analyse des conditions de cas de panne, le mauvais fonctionnement causé par la perte d’une donnée est évalué mais aussi la perte d’une fonction causée par une donnée

### Document plan
La réponse aux exigences de la DO–200A débute par la rédaction d’un plan comme demandé dans la 1re exigence :
« Un plan de conformité doit être établi pour documenter la façon dont les exigences pour la transformation de données aéronautiques sont accomplies. Ce plan doit adresser tous les aspects du processus de transformation des données aéronautiques menées par l’organisation qui a choisi d’être conforme à cette norme. »
Ce plan (appelé Master Plan) est le document de plus haut niveau du processus de transformation des données aéronautiques :
- Il fournit la démonstration de la conformité à chaque exigence de la DO–200A
- Il définit précisément chaque phase du processus
- Il préconise une organisation pour le processus (incluant les compétences)
- Il assure l’implémentation du processus

### Techniques V&V
L’objectif principal d’un processus DO–200A est de fournir des données qui atteignent les exigences qualité
La décomposition du processus et l’identification du niveau d’assurance permettent de choisir des techniques de validation et de vérification adaptées.
La validation est l’activité qui contrôle qu’un élément de donnée contient une valeur qui est entièrement applicable dans le cadre attribué. La vérification est l’activité qui contrôle qu’un élément de donnée ne contient pas de valeur erronée par le processus de transformation.
La DO–200A propose plusieurs techniques de validation et de vérification (validation par application, cohérence logique, cohérence sémantique – rétroaction, redondance indépendante, comparaison de modification, détection d’erreurs numériques)
Niveau d’assurance (DPAL) 1 :
- Seule la validation par application est acceptée
- Toutes les techniques de vérification sont acceptées

Niveau d’assurance (DPAL) 2 :
- Toutes les techniques de validation sont acceptées
- Toutes les techniques de vérification sont acceptées

Niveau d’assurance (DPAL) 3 :
- Aucune technique de validation et de vérification n'est requise

Durant les phases V&V, des outils peuvent être utilisés pour automatiser les activités. Pour assurer que ces outils n’introduisent pas d’erreurs dans les données ni ne dégrade leur intégrité ou leur traçabilité, ces outils peuvent être qualifiés suivant :
Qualification DO–178B
- Démonstration de la conformité aux exigences du §12.2.2 (outils de vérification)

Qualification DO–200A
- Démonstration de la conformité aux exigences du §2.4.5

## Avantages
Les principaux avantages de l’application de la DO–200A sont :
- L’assurance qualité pour des processus de données aéronautiques
- L’indépendance de la donnée par rapport au logiciel
- L’accroissement du niveau de fiabilité et de réactivité
- L’amélioration de la performance du processus et de la taille mémoire
- La réduction des coûts d’exploitation
- La capacité de particulariser plus de compagnies aériennes
- L’extension de la standardisation de la flotte
- La propagation de la qualité dans les processus
- La pleine reconnaissance de cette norme par les autorités